# Seznam uměleckých realizací po roce 1989 v Praze (pravý břeh)
Seznam uměleckých realizací po roce 1989 v Praze na pravém břehu Vltavy obsahuje tvorbu výtvarných umělců umístěnou ve veřejném prostoru na území Prahy v období po roce 1989. Seznam je řazen podle data vzniku plastik a nemusí být úplný.

## Seznam uměleckých realizací
| Rok                  | Fotografie                                                                                       | Lokace                                                                       | Autor                                                                        | Název                             | Popis                                              | Poznámka |
| -------------------- | ------------------------------------------------------------------------------------------------ | ---------------------------------------------------------------------------- | ---------------------------------------------------------------------------- | --------------------------------- | -------------------------------------------------- | --- |
| 1990                 | Kategorie „Prase na procházce“ na Wikimedia Commons                                              | Chodov Babákova 50°2′10,77″ s. š., 14°29′8,44″ v. d.                         | Čestmír Suška (*1952)                                                        | Prase na procházce                | socha; kámen, bronz                                | exteriér |
| 1990                 | Kategorie „Spojení s kosmem (Olbram Zoubek)“ na Wikimedia Commons                                | Strašnice U Nákladového nádraží 3152/6 50°4′59,53″ s. š., 14°28′42,79″ v. d. | Olbram Zoubek (1926–2017)                                                    | Spojení s kosmem (†)              | socha                                              | od 2014 v Břevnově u nového sídla Českých radiokomunikací                                                                |
| 1991                 | Kategorie „Oskar (Jaroslav Róna)“ na Wikimedia Commons                                           | Chodov Kloboukova 50°2′12,71″ s. š., 14°29′3,57″ v. d.                       | Jaroslav Róna (*1957)                                                        | Oskar                             | socha; pálená hlína; 300×250×250 cm                | Roztyly, vnitroblok |
| 1991                 |                                                                                                  | Karlín Pobřežní 50°5′38,9″ s. š., 14°26′22,17″ v. d.                         | Rudolf Svoboda (1924–1994)                                                   | Smyčka                            | socha; nerez, ocel                                 | exteriér |
| 1992                 | Kategorie „Děti (Ladislav Janouch)“ na Wikimedia Commons                                         | Letňany Bechyňská 50°8′14,53″ s. š., 14°30′55,05″ v. d.                      | Ladislav Janouch (*1944)                                                     | Děti                              | fontána, socha; umělý kámen, keramika, vápenec     | před pobočkou České pošty                                                                                                |
| 1992                 | Kategorie „Chlapec s mušlí (Stanislav Hanzík)“ na Wikimedia Commons                              | Nové Město Františkánská zahrada 50°4′56,65″ s. š., 14°25′26,44″ v. d.       | Stanislav Hanzík (1931–2021)                                                 | Chlapec s mušlí                   | fontána, bronz                                     | zahrada |
| 1992                 | Kategorie „Divoženky a Poletuchy (Josef Klimeš)“ na Wikimedia Commons                            | Nové Město Františkánská zahrada 50°4′55,42″ s. š., 14°25′25,25″ v. d.       | Josef Klimeš (1928–2018)                                                     | Fontána s divoženkami             | socha; bronz, žula                                 | zahrada |
| 1993                 | Kategorie „Bloky“ na Wikimedia Commons                                                           | Nusle Družstevní ochoz 50°3′13,75″ s. š., 14°26′48,09″ v. d.                 | Ladislav Janouch (*1944)                                                     | Bloky                             | socha, leštěná žula                                | areál Střední průmyslové školy stavební Josefa Gočára                                                                    |
| 1994                 |                                                                                                  | Černý Most Generála Janouška 50°6′24,35″ s. š., 14°34′19,03″ v. d.           | Aleš Werner (*1952)                                                          |                                   | fontána                                            | Poliklinika Černý Most                                                                                                   |
| 1994                 | Kategorie „Klíčnice (Olbram Zoubek)“ na Wikimedia Commons                                        | Nové Město Spálená 108/51 50°4′54,11″ s. š., 14°25′9,39″ v. d.               | Olbram Zoubek (1926–2017)                                                    | Klíčnice                          | reliéf                                             | Komerční banka, u vchodu, s Karlem Pragerem                                                                              |
| 1997                 | Kategorie „Viselec (David Černý)“ na Wikimedia Commons                                           | Staré Město Husova 50°5′2,83″ s. š., 14°25′6″ v. d.                          | David Černý (*1967)                                                          | Viselec                           | socha, 220 cm                                      | postava Sigmunda Freuda, která visí za jednu ruku ze střechy domu                                                        |
| 1998                 | Kategorie „Metamorfózy roku (Ellen Jilemnická)“ na Wikimedia Commons                             | Chodov Ledvinova 50°2′5,7″ s. š., 14°29′54,94″ v. d.                         | Ellen Jilemnická (*1946)                                                     | Metamorfózy roku                  | sochy, pískovec                                    | u Chodovské tvrze |
| 1998                 |                                                                                                  | Chodov Ledvinova 50°2′6,02″ s. š., 14°29′53,55″ v. d.                        | Ivan Jilemnický (1944–2012)                                                  | Sluneční vůz                      | socha, pískovec                                    | u Chodovské tvrze |
| 1999                 | Kategorie „Kůň (David Černý)“ na Wikimedia Commons                                               | Nové Město Štěpánská 50°4′52,06″ s. š., 14°25′32,91″ v. d.                   | David Černý (*1967)                                                          | Svatý Václav                      | socha; polystyren, epoxydová pryskyřice            | pasáž Lucerna |
| 1999                 | Kategorie „Modrý Vysočan“ na Wikimedia Commons                                                   | Vysočany Náměstí OSN 50°6′35,64″ s. š., 14°30′8,57″ v. d.                    | Petr Voříšek                                                                 | Modrý Vysočan                     | socha, kov                                         | park |
| 2000                 | Kategorie „Pomník stromům (Jiří Beránek)“ na Wikimedia Commons                                   | Hostivař U Továren 50°3′24,08″ s. š., 14°31′52,24″ v. d.                     | Jiří Beránek (1945–2021)                                                     | Pomník stromům                    | socha; dřevo, kámen                                | exteriér |
| 2000                 |                                                                                                  | Kamýk Na dlouhé mezi 50°1′3,28″ s. š., 14°25′23,4″ v. d.                     | František Vlach (*1941)                                                      | Matka s dítětem                   | socha, pískovec                                    | Sanatorium Pronatal |
| 2000 (29. května)    | Kategorie „Babies (Žižkov Tower)“ na Wikimedia Commons                                           | Žižkov Mahlerovy sady 50°4′51,93″ s. š., 14°27′4,04″ v. d.                   | David Černý (*1967)                                                          | Miminka                           | sochy, laminát                                     | Televizní vysílač Praha-Žižkov                                                                                           |
| 2001                 | Kategorie „Statues of 3 ice skaters, Prague“ na Wikimedia Commons                                | Libeň Ocelářská 50°6′20,8″ s. š., 14°29′38,38″ v. d.                         | Lea Vivot (*1948)                                                            | Život hrou                        | socha, bronz                                       | před O2 Arénou |
| 2001                 | Kategorie „Řečiště (Ivan Jilemnický)“ na Wikimedia Commons                                       | Strašnice Vilová 50°4′25,59″ s. š., 14°29′16,7″ v. d.                        | Ivan Jilemnický (1944–2012)                                                  | Řečiště                           | socha, hořický pískovec                            | Trmalova vila |
| 2001                 | Kategorie „The Bench of Vice“ na Wikimedia Commons                                               | Vysočany K Žižkovu 50°5′57,49″ s. š., 14°29′46,69″ v. d.                     | Lea Vivot (*1948)                                                            | Lavička neřesti (†)               | socha, bronz                                       | odstraněno |
| 2001 (12. října)     | Kategorie „Nepolapitelná (Lukáš Rittstein)“ na Wikimedia Commons                                 | Chodov Pošepného náměstí 50°1′51,63″ s. š., 14°28′50,4″ v. d.                | Lukáš Rittstein (*1973)                                                      | Nepolapitelná                     | socha; beton, nerez, ocel, laminát; 308×350×400 cm | areál školy (k roku 2018); v roce 2001 osazena u Městského archivu na Chodovci při příležitosti jeho 150. výročí         |
| 2002                 | Kategorie „Dancing Fountain (Senovážné náměstí)“ na Wikimedia Commons                            | Nové Město Senovážné náměstí 50°5′9,26″ s. š., 14°25′56,15″ v. d.            | Anna Chromy (1940–2021)                                                      | Čeští muzikanti                   | fontána, sochy (4)                                 | sochy představují jednotlivé řeky: socha s mandolínou řeku Gangu, flétna Amazonku, houslistka Dunaj a trubač Mississippi |
| 2003                 |                                                                                                  | Chodov Türkova 50°2′12,13″ s. š., 14°29′33,3″ v. d.                          | Vladimír Procházka (*1947)                                                   | Fontána se skleněnou plastikou    | fontána, sklo                                      | exteriér |
| 2003                 | Kategorie „Fragment (Jiří Kačer)“ na Wikimedia Commons                                           | Libeň Park Podviní 50°6′41,6″ s. š., 14°29′31,66″ v. d.                      | Jiří Kačer (*1952)                                                           | Fragment                          | socha, leštěná žula                                | park |
| 2003                 |                                                                                                  | Nové Město Na Slupi 50°4′13,94″ s. š., 14°25′11,03″ v. d.                    | Ivan Jilemnický (1944–2012)                                                  | Letící kometa                     | socha, pískovec                                    | Botanická zahrada UK |
| 2003                 |                                                                                                  | Strašnice Na Palouku 50°4′37,8″ s. š., 14°29′23,2″ v. d.                     | Roman Wenzel (*1954)                                                         | Pítko                             | prameník, opracovaná žula                          | park Ivana Jilemnického                                                                                                  |
| 2003 (29. června)    | Kategorie „Statue of provost Mikuláš Karlach (Vyšehrad)“ na Wikimedia Commons                    | Vyšehrad Karlachovy sady 50°3′51,98″ s. š., 14°25′14,29″ v. d.               | Pavel Malovaný (*1958)                                                       | Probošt Mikuláš Karlach           | socha, božanovský pískovec                         | park |
| 2003 (4. prosince)   | Kategorie „Franz Kafka statue by Jaroslav Róna“ na Wikimedia Commons                             | Josefov Dušní 50°5′24,41″ s. š., 14°25′14,67″ v. d.                          | Jaroslav Róna (*1957)                                                        | Pomník Franze Kafky               | socha, bronz                                       | exteriér |
| 2004                 | Kategorie „Prostřený stůl (Na Mlejnku)“ na Wikimedia Commons                                     | Braník Na Mlejnku 50°2′1,6″ s. š., 14°24′37,8″ v. d.                         | Milan Knížák (*1940)                                                         | Prostřený stůl                    | socha                                              | exteriér |
| 2004                 |                                                                                                  | Kbely Semilská 50°8′1,4″ s. š., 14°32′50,27″ v. d.                           | Jiří Wolf (*1944)                                                            | Pítko                             | prameník                                           | před ÚMČ Kbely |
| 2004                 |                                                                                                  | Žižkov Vrch sv. Kříže 50°5′6,71″ s. š., 14°27′37,82″ v. d.                   | Marko Pogačnik (*1944)                                                       | Litopunkturní stéla               | socha, slivenecký mramor                           | park |
| 2005                 | Kategorie „Oko a duch (Václav Frömmel)“ na Wikimedia Commons                                     | Chodov Na Sádce 50°1′55,58″ s. š., 14°30′9,57″ v. d.                         | Václav Frömmel (*1974)                                                       | Oko a duch                        | socha; kov, sklo                                   | zahrada fary u kostela svatého Františka z Assisi                                                                        |
| 2005                 | Kategorie „Statue Girl with paper plane (Prague, Klementinum)“ na Wikimedia Commons              | Staré Město Klementinum 50°5′11,19″ s. š., 14°24′57,86″ v. d.                | Magdaléna Poplawská (*1982)                                                  | Dívka s vlaštovkou                | socha                                              | Národní knihovna |
| 2005                 | Kategorie „Statue of Jaroslav Hašek by Karel Nepraš and Karolína Neprašová“ na Wikimedia Commons | Žižkov Prokopovo náměstí 50°5′11,54″ s. š., 14°27′9,48″ v. d.                | Karel Nepraš (1932–2002)                                                     | Jaroslav Hašek                    | socha                                              | exteriér |
| 2005 (30. srpna)     | Kategorie „Fontána s bronzovými plastikami (Miroslav Beščec)“ na Wikimedia Commons               | Vinohrady Americká 50°4′20,72″ s. š., 14°26′17,78″ v. d.                     | Miroslav Beščec                                                              | Fontána s bronzovými plastikami   | fontána                                            | křižovatka ulic Americká a Záhřebská                                                                                     |
| 2006                 |                                                                                                  | Michle U plynárny 50°3′19,02″ s. š., 14°27′47,37″ v. d.                      | Čestmír Suška (*1952)                                                        | Sněhové vločky                    | socha, ocel                                        | exteriér |
| 2006                 | Kategorie „Socha nad Prahou (Marian Karel)“ na Wikimedia Commons                                 | Nusle 5. května 50°3′46,9″ s. š., 14°25′41,4″ v. d.                          | Marian Karel (*1944)                                                         | Socha nad Prahou                  | socha; železo, sklo                                | před Kongresovým centrem                                                                                                 |
| 2007                 | Kategorie „Zmrzlinové snění (Ondřej Doležal)“ na Wikimedia Commons                               | Vinohrady Šrobárova 50°4′30,17″ s. š., 14°28′37,12″ v. d.                    | Ondřej Doležal                                                               | Zmrzlinové snění                  | socha, pískovec                                    | areál FN Královské Vinohrady vznik při 15. ročníku Mezinárodního sochařského sympozia ČR 2007, Vejprty                   |
| 2007                 | Kategorie „Chvíle radosti (Václav Krob)“ na Wikimedia Commons                                    | Vinohrady Šrobárova 50°4′29,77″ s. š., 14°28′38,33″ v. d.                    | Václav Krob (*1958)                                                          | Chvíle radosti                    | socha, pískovec                                    | areál FN Královské Vinohrady                                                                                             |
| 2007                 | Kategorie „Maybe? (Frank Rasbach)“ na Wikimedia Commons                                          | Vinohrady Šrobárova 50°4′33,11″ s. š., 14°28′31,74″ v. d.                    | Frank Rasbach                                                                | Maybe?                            | socha, pískovec                                    | areál FN Královské Vinohrady, před pavilonem C                                                                           |
| 2007                 | Kategorie „Stydlivá (Perin Sprecher )“ na Wikimedia Commons                                      | Vinohrady Šrobárova 50°4′33″ s. š., 14°28′36,84″ v. d.                       | Perin Sprecher                                                               | Stydlivá                          | socha, pískovec                                    | areál FN Královské Vinohrady, před pavilonem H                                                                           |
| 2007                 | Kategorie „Únos Evropy (Rolf Sprecher)“ na Wikimedia Commons                                     | Vinohrady Šrobárova 50°4′34,15″ s. š., 14°28′30,02″ v. d.                    | Rolf Sprecher                                                                | Únos Evropyv                      | socha; pískovec, zlacení                           | areál FN Královské Vinohrady, před pavilonem L                                                                           |
| 2007                 | Kategorie „Oratorium (Alan Ward)“ na Wikimedia Commons                                           | Vinohrady Šrobárova 50°4′29,47″ s. š., 14°28′35,99″ v. d.                    | Alan Ward                                                                    | Oratorium                         | socha; pískovec, zlacení                           | areál FN Královské Vinohrady, u pavilonu J                                                                               |
| 2007                 | Kategorie „Kůzle (Šrobárova)“ na Wikimedia Commons                                               | Vinohrady Šrobárova 50°4′30,59″ s. š., 14°28′35,2″ v. d.                     |                                                                              | Kůzle                             | socha; pískovec, zlacení                           | areál FN Královské Vinohrady                                                                                             |
| 2010                 | Kategorie „Bohyně 390 km v hodině (Nuselský most)“ na Wikimedia Commons                          | Nové Město Legerova 50°4′8,16″ s. š., 14°25′51,25″ v. d.                     | Jan Boháč (*1978)                                                            | Bohyně 390 km v hodině (†)        | socha; beton, sklo, kov                            | severní předmostí Nuselského mostu                                                                                       |
| 2010                 | Kategorie „Madony (Prosek, Zuzana Čížková)“ na Wikimedia Commons                                 | Prosek Na Proseku 50°7′4,33″ s. š., 14°29′41,88″ v. d.                       | Zuzana Čížková (*1982)                                                       | Madony                            | sochy (3); pískovec, žula, mramor                  | pod kostelem svatého Václava                                                                                             |
| 2010                 | Kategorie „Tanečnice (Štěpán Čapek)“ na Wikimedia Commons                                        | Střížkov Lovosická 50°7′43,29″ s. š., 14°29′25,67″ v. d.                     | Štěpán Čapek                                                                 | Tanečnice                         | socha; beton, polyester                            | Poliklinika Prosek |
| 2010                 | Kategorie „Obelisk Orionka“ na Wikimedia Commons                                                 | Vinohrady Korunní 50°4′31,1″ s. š., 14°27′32,12″ v. d.                       | kámen Ostroměř                                                               | Obelisk Orionka                   | obelisk, hořický pískovec                          | křižovatka |
| 2010 (14. října)     | Kategorie „Bust of Miloslav Švandrlík“ na Wikimedia Commons                                      | Chodov Švandrlíkovo náměstí 50°1′48,54″ s. š., 14°30′1,45″ v. d.             | Miroslav Pangrác (1924–2012)                                                 | Busta Miloslava Švandrlíka        | busta, fosforbronz                                 | exteriér |
| 2011                 |                                                                                                  | Karlín Sokolovská 50°5′45,95″ s. š., 14°27′50,09″ v. d.                      | Zdeněk Ruffer                                                                | Křesla                            | socha, litý beton                                  | Futurama Business Park                                                                                                   |
| 2011                 |                                                                                                  | Karlín Sokolovská 50°5′44,68″ s. š., 14°27′50,74″ v. d.                      | Zdeněk Ruffer Zorka Krejčí                                                   | Hroši                             | socha, litý beton                                  | Futurama Business Park                                                                                                   |
| 2011                 |                                                                                                  | Nové Město Horská 50°4′4,9″ s. š., 14°25′37,26″ v. d.                        | Miroslav Cikán (*1964) Pavla Melková (*1964)                                 | Boží muka                         | architektonický prvek, socha; ocel                 | Bastion U Božích muk, u vchodu                                                                                           |
| 2012                 | Kategorie „London Booster by David Černý“ na Wikimedia Commons                                   | Chodov Klíčova 50°2′16,95″ s. š., 14°29′52,6″ v. d.                          | David Černý (*1967)                                                          | The London Booster                | mobilní plastika; kov, laminát                     | navrženo pro Letní olympijské hry v Londýně roku 2012, kde byla umístěna před Českým domem                               |
| 2012                 |                                                                                                  | Krč Vídeňská 50°1′19,99″ s. š., 14°27′46,28″ v. d.                           | Josef Cyprián                                                                | Srdce                             | socha, dřevo                                       | IKEM, před vchodem |
| 2012                 | Kategorie „Kuličky (Lenka Hubená)“ na Wikimedia Commons                                          | Prosek Jablonecká 50°7′16,28″ s. š., 14°29′56,1″ v. d.                       | Lenka Hubená                                                                 | Kuličky                           | socha, beton                                       | Park přátelství |
| 2013                 | Kategorie „Rezavý květ (Čestmír Suška)“ na Wikimedia Commons                                     | Malešice Malešický park 50°5′3,65″ s. š., 14°29′55,54″ v. d.                 | Čestmír Suška (*1952)                                                        | Rezavý květ                       | socha, ocel                                        | park |
| 2013                 | Kategorie „Mořský svět (Free Mozaik)“ na Wikimedia Commons                                       | Vršovice Heroldovy sady 50°4′12,87″ s. š., 14°27′16,69″ v. d.                | Free Mozaik                                                                  | Mořský svět                       | mozaika                                            | za kinem Vzlet |
| 2013                 | Kategorie „Strom života (Free Mozaik)“ na Wikimedia Commons                                      | Vršovice Heroldovy sady 50°4′12,85″ s. š., 14°27′16,56″ v. d.                | Free Mozaik                                                                  | Strom života                      | mozaika                                            | za kinem Vzlet |
| 2014                 | Kategorie „Obelisk (Marian Karel)“ na Wikimedia Commons                                          | Horní Měcholupy Milánská 50°2′24,93″ s. š., 14°33′40,19″ v. d.               | Marian Karel (*1944)                                                         | Obelisk                           | pylon, ocel                                        | exteriér |
| 2014                 |                                                                                                  | Chodov Babákova 50°2′9,53″ s. š., 14°29′14,45″ v. d.                         |                                                                              | Leopard                           | socha, laminát                                     | zahrada mateřské školy                                                                                                   |
| 2014                 |                                                                                                  | Karlín Vítkova 50°5′25,05″ s. š., 14°26′41,73″ v. d.                         | Čestmír Suška (*1952)                                                        | Housenka                          | socha, kov                                         | Karlínská kasárna |
| 2014                 | Kategorie „Had (Free Mozaik)“ na Wikimedia Commons                                               | Vinohrady Slovenská 50°4′21,53″ s. š., 14°26′57,23″ v. d.                    | Free Mozaik                                                                  | Had                               | mozaika                                            | u Šalounova ateliéru |
| 2014                 | Kategorie „Hlavy (Free Mozaik)“ na Wikimedia Commons                                             | Vinohrady Chorvatská 50°4′26,88″ s. š., 14°27′17,11″ v. d.                   | Free Mozaik                                                                  | Hlavy                             | mozaika                                            | opěrná zídka |
| 2014                 | Kategorie „Oči nad Borodinskou (Free Mozaik)“ na Wikimedia Commons                               | Vršovice Borodinská 50°4′8,47″ s. š., 14°27′5,32″ v. d.                      | Free Mozaik                                                                  | Oči nad Borodinskou               | mozaika                                            | opěrná zídka |
| 2014 (2. října)      | Kategorie „Trychtýře (Petra Křivová)“ na Wikimedia Commons                                       | Žižkov Vítkov 50°5′28″ s. š., 14°27′52,21″ v. d.                             | Petra Křivová (*1988)                                                        | Trychtýře                         | socha                                              | park, původní záměr prezentace 1 rok                                                                                     |
| 2014 (2. října)      | Kategorie „Oltář (Pavlína Hlavsová)“ na Wikimedia Commons                                        | Žižkov Vítkov 50°5′26,24″ s. š., 14°27′50,82″ v. d.                          | Pavlína Hlavsová (*1988)                                                     | Oltář                             | socha, beton                                       | park, původní záměr prezentace 1 rok                                                                                     |
| 2014 (říjen)         | Kategorie „Noc (Matouš Lipus)“ na Wikimedia Commons                                              | Žižkov Vítkov 50°5′26,74″ s. š., 14°27′49,34″ v. d.                          | Matouš Lipus (*1987)                                                         | Noc                               | socha, beton                                       | park, původní záměr prezentace 1 rok                                                                                     |
| 2014 (31. října)     | Kategorie „Kinetic Head of Franz Kafka“ na Wikimedia Commons                                     | Nové Město Charvátova 50°4′54,05″ s. š., 14°25′14,98″ v. d.                  | David Černý (*1967)                                                          | Hlava Franze Kafky                | mobilní plastika; kov, 10,6 m                      | u obchodního centra Quadrio                                                                                              |
| 2015                 |                                                                                                  | Karlín Vítkova 50°5′24,47″ s. š., 14°26′38″ v. d.                            | Čestmír Suška (*1952)                                                        | Rozhledna                         |                                                    | Karlínská kasárna |
| 2015                 | Kategorie „Ještěrky (Free Mozaik)“ na Wikimedia Commons                                          | Strašnice Park Gutovka 50°4′19,32″ s. š., 14°29′31,92″ v. d.                 | Free Mozaik                                                                  | Ještěrky                          | mozaika                                            | podpěrná zídka |
| 2015                 | Kategorie „Praotec STŘÍŽ“ na Wikimedia Commons                                                   | Střížkov Na Pokraji 50°7′13,46″ s. š., 14°29′2,66″ v. d.                     | Jan Švadlenka (*1963)                                                        | Praotec Stříž                     | socha, dubové dřevo                                | Park Václavka |
| 2015                 |                                                                                                  | Vysočany Prosecká 50°6′50,07″ s. š., 14°29′23,25″ v. d.                      | Štěpán Šefr (*1983)                                                          | Nohobob                           | socha; železo, beton                               | Bobová dráha |
| 2015 (říjen)         |                                                                                                  | Vyšehrad Vyšehradské sady 50°3′49,01″ s. š., 14°24′59,48″ v. d.              | Jiří Fürst (*1954)                                                           | Splynutí                          | socha, pískovec                                    | park |
| 2015 (říjen)         |                                                                                                  | Vyšehrad Vyšehradské sady 50°3′48,76″ s. š., 14°25′0,15″ v. d.               | Jiří Fürst (*1954)                                                           | Spočinutí                         | socha, pískovec                                    | park |
| 2016                 |                                                                                                  | Krč U Společenské zahrady 50°2′5,36″ s. š., 14°27′3,16″ v. d.                | Free Mozaik                                                                  |                                   | mozaika                                            | zeď zahrady domu, 2016–2018                                                                                              |
| 2017                 |                                                                                                  | Karlín Vítkova 50°5′24,79″ s. š., 14°26′38,64″ v. d.                         | František Skála (*1956)                                                      | Jednorožec                        | socha                                              | Karlínská kasárna |
| 2017                 |                                                                                                  | Libeň Nad Kolčavkou 50°6′29,49″ s. š., 14°28′54,18″ v. d.                    | Jan Švadlenka (*1963)                                                        | Víla Rokytka                      | socha, dubové dřevo                                | u Rokytky poblíž Kolčavky                                                                                                |
| 2017                 |                                                                                                  | Nové Město Jungmannova 50°4′53,62″ s. š., 14°25′22,44″ v. d.                 | Gibbus                                                                       | Perla                             | socha, kov                                         | vnitroblok |
| 2017                 | Kategorie „Činelák (Milan Ruso, Jiří Studeník)“ na Wikimedia Commons                             | Vysočany Ocelářská 50°6′24,57″ s. š., 14°29′44,2″ v. d.                      | Milan Ruso Jiří Studeník                                                     | Činelák                           | socha; mosaz, kov                                  | exteriér |
| 2017 (12. září)      |                                                                                                  | Karlín Vítkova 50°5′26,76″ s. š., 14°26′42,02″ v. d.                         | František Skála (*1956)                                                      | Prastánek                         |                                                    | Karlínská kasárna; původně na Malostranském náměstí                                                                      |
| 2018                 |                                                                                                  | Karlín Sokolovská 50°5′47,15″ s. š., 14°27′49,58″ v. d.                      | Zdeněk Ruffer Zorka Krejčí                                                   | Plavci                            | socha, litý beton                                  | Futurama Business Park; část z roku 2009                                                                                 |
| 2018 (17. května)    | Kategorie „Souhvězdí pasažérky (Pavla Sceranková)“ na Wikimedia Commons                          | Nusle Doudlebská 50°3′7,22″ s. š., 14°26′29,69″ v. d.                        | Pavla Sceranková (*1980)                                                     | Souhvězdí pasažérky               | socha, nerez                                       | Enterprise Office Center Pankrác                                                                                         |
| 2019                 |                                                                                                  | Karlín Sokolovská 50°5′56,5″ s. š., 14°27′59,5″ v. d.                        | Jiří Příhoda (*1966)                                                         | Vista Mars                        | mobilní objekt                                     | exteriér |
| 2019                 |                                                                                                  | Záběhlice Jižní I 50°2′42,07″ s. š., 14°29′2,65″ v. d.                       | Michal Micl (*1969)                                                          | Letní sněhulák                    | socha, beton                                       | Spořilov; osazeno 2020; zahrada základní školy                                                                           |
| 2019 (23. října)     |                                                                                                  | Černý Most Bryksova 50°6′19,5″ s. š., 14°34′58,91″ v. d.                     | Vladimír Strejček (*1978)                                                    | Velkoplošný portrét Josefa Brykse | památník, mural art; 1,7×5 m                       | exteriér |
| 2019 (26. listopadu) | Kategorie „Stéla II“ na Wikimedia Commons                                                        | Střížkov Makedonská 50°7′44,82″ s. š., 14°29′38,34″ v. d.                    | Lukáš Rais (*1975)                                                           | Stéla II                          | socha; ocel, nerezová ocel                         | park |
| 2020                 | Kategorie „Červené sedící plastiky (Jakub Flejšar)“ na Wikimedia Commons                         | Horní Měcholupy Hornoměcholupská 50°2′57,94″ s. š., 14°33′41,29″ v. d.       | Jakub Flejšar (*1980)                                                        | Červené sedící plastiky           | socha, ocel                                        | exteriér |
| 2020                 |                                                                                                  | Hostivař U Továren 50°3′24,02″ s. š., 14°31′53,08″ v. d.                     | David Černý (*1967)                                                          | Dáma na židli                     | socha, nerez                                       | exteriér |
| 2020                 | Kategorie „Dva elipsoidy (Čestmír Suška)“ na Wikimedia Commons                                   | Libeň Českomoravská 50°6′12,29″ s. š., 14°29′32,6″ v. d.                     | Čestmír Suška (*1952)                                                        | Dva elipsoidy                     | socha, ocel                                        | O2 Universum; vpravo a vlevo od vchodu                                                                                   |
| 2020 (1. dubna)      | Kategorie „Brouk (David Černý)“ na Wikimedia Commons                                             | Michle Vyskočilova 50°2′51,66″ s. š., 14°27′13,59″ v. d.                     | David Černý (*1967)                                                          | Brouk                             | mobilní plastika; kov, laminát; 17×3,5 m           | automobil Porsche 911, napíchnutý na obří špendík; Brumlovka                                                             |
| 2020 (25. června)    |                                                                                                  | Střížkov Lovosická 50°7′45,17″ s. š., 14°29′30,81″ v. d.                     | Milan Cais (*1974)                                                           | Několik problémů najednou         | socha, corten                                      | park |
| 2020 (16. srpna)     |                                                                                                  | Nové Město Salmovská 50°4′27,5″ s. š., 14°25′21,2″ v. d.                     | Jakub Grec (*1981)                                                           | Černá Madona                      | socha                                              | 1. Lékařská fakulta UK                                                                                                   |
| 2020 (listopad)      |                                                                                                  | Nusle Pikrtova 50°3′6,66″ s. š., 14°26′27,43″ v. d.                          | Jaroslav Róna (*1957)                                                        | Červená žirafa                    | socha, bronz                                       | exteriér |
| 2020 (17. listopadu) | Kategorie „Palachův pylon“ na Wikimedia Commons                                                  | Vinohrady Wilsonova 50°4′48,63″ s. š., 14°25′53,61″ v. d.                    | Karel Prager (1923–2001) Miloslav Chlupáč (1920–2008) Antonín Kašpar (*1954) | Palachův pylon                    | sloup; ocel, bronz                                 | budova Federálního shromáždění, mělo být osazeno 1968, o původně zamýšlenou plastiku doplněno roku 2020                  |
| 2021 (6. května)     | Kategorie „Pocta geometrii (Stanislav Kolíbal)“ na Wikimedia Commons                             | Libeň Pátkova 50°6′56,66″ s. š., 14°26′56,73″ v. d.                          | Stanislav Kolíbal (*1925)                                                    | Pocta geometrii                   | socha, polychromovaný nerez                        | Matematicko-fyzikální fakulta UK                                                                                         |
| 2022 (4. září)       | Kategorie „Jindřiška Nováková“ na Wikimedia Commons                                              | Libeň Zenklova 50°6′27,22″ s. š., 14°28′21,43″ v. d.                         | Lukáš Wagner (*1978)                                                         | Dívka s kolem                     | pomník                                             | na památku Jindřišky Novákové; nádvoří základní školy Bohumila Hrabala                                                   |